# 未来戦場
未来戦場（みらいせんじょう、英: HYPER FRONT）は、中国企業のNetEase Games Globalから配信されているヒーローモバイルFPSゲームである。
2022年1月現在、事前登録受付中である。
VALORANTに非常に酷似しているゲームとして話題になっている。

## 歴史
- 2021年
  - 12月16日 - Android版事前登録開始。
  - 12月17日 - Android版ベータテスト実施。
- 2022年
  - 1月8日 - Android版ベータテスト終了。
  - 1月20日 - 東南アジアでのソフトローンチを開始予定。
  - 3月29日 - 事前登録150万達成[2]。
  - 5月7日 - 事前登録300万達成[3]。